# Saint-Martin-lès-Langres
Saint-Martin-lès-Langres is een gemeente in het Franse departement Haute-Marne (regio Grand Est) en telt 87 inwoners (2009). De plaats maakt deel uit van het arrondissement Langres.

## Geografie
De oppervlakte van Saint-Martin-lès-Langres bedraagt 3,7 km², de bevolkingsdichtheid is dus 23,5 inwoners per km².
De onderstaande kaart toont de ligging van Saint-Martin-lès-Langres met de belangrijkste infrastructuur en aangrenzende gemeenten.

## Demografie
Onderstaande figuur toont het verloop van het inwonertal (bron: INSEE-tellingen).